# (14150) 1998 SQ65
A (14150) 1998 SQ65 a Naprendszer kisbolygóövében található aszteroida. Eric Walter Elst fedezte fel 1998. szeptember 20-án.

## Kapcsolódó szócikk
- Kisbolygók listája (14001–14500)